# Вітниця (гміна)
Гміна Вітниця (пол. Gmina Witnica) — місько-сільська гміна у північно-західній Польщі. Належить до Ґожовського повіту Любуського воєводства.
Станом на 31 грудня 2011 у гміні проживало 13066 осіб.

## Територія
Згідно з даними за 2007 рік площа гміни становила 278.25 км², у тому числі:
- орні землі: 44.00 %
- ліси: 44.00 %

Таким чином, площа гміни становить 23.02 % площі повіту.

## Населення
Станом на 31 грудня 2011:
| Опис     | Загалом | Загалом | Чоловіки | Чоловіки | Жінки | Жінки |
| -------- | ------- | ------- | -------- | -------- | ----- | ----- |
| одиниця  | осіб    | %       | осіб     | %        | осіб  | %     |
| все      | 13066   | 100     | 6389     | 48.90    | 6677  | 51.10 |
| міське   | 6968    | 100     | 3402     | 48.82    | 3566  | 51.18 |
| сільське | 6098    | 100     | 2987     | 48.98    | 3111  | 51.02 |

## Сусідні гміни
Гміна Вітниця межує з такими гмінами: Боґданець, Дембно, Костшин-над-Одрою, Кшешице, Любішин, Слонськ.